# 94 v.Chr.

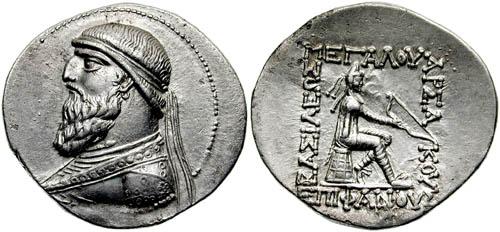
Mithridates II van Parthië

Het jaar 94 v.Chr. is een jaartal in de 1e eeuw v.Chr. volgens de christelijke jaartelling.

## Gebeurtenissen

### Parthië
- Mithridates II de Grote verovert Adiabene (een koninkrijk in Mesopotamië), hierdoor schuift de westelijke grens van het Parthische Rijk op tot aan de Eufraat.

### Klein-Azië
- Nicomedes IV (94 - 74 v.Chr.) bestijgt als laatste koning de troon van Bithynië.

### India
- De Saken, Scytische nomaden, trekken het noordwesten van India binnen en maken Taxila (in Pakistan) tot hoofdstad van hun Indo-Scythische koninkrijk.

## Geboren
- Cornelia Cinna (~94 v.Chr. - ~69 v.Chr.), echtgenote van Gaius Julius Caesar
- Han Zhaodi (~94 v.Chr. - ~74 v.Chr.), keizer van het Chinees Keizerrijk